# 小行星9936
小行星9936（9936 Al-Biruni）是一颗绕太阳运转的小行星，为主小行星带小行星。该小行星于1986年8月19日发现。

## 轨道参数
小行星9936的轨道半长轴为460 199 430 km，3.0761994 UA，离心率为0.190。